# Юдифь (графиня Фландрии)
Юдифь (Юдит; нидерл. Judith; фр. Judith; англ. Judith; около 843 — не ранее 870) — дочь правителя Западно-Франкского королевства, а позднее императора Запада Карла II Лысого и его жены Ирментруды Орлеанской. Супруга двух королей Уэссекса (Этельвульфа и Этельбальда) и первого графа Фландрии Бодуэна I по прозвищу Железная Рука. Первые два брака Юдифи были бездетными, но в третьем браке с Бодуэном она родила нескольких детей и стала предком последующих графов Фландрии. Один из её сыновей, Бодуэн II, женился на дочери Альфреда Великого. 

## Биография

### Происхождение
Юдифь была старшей дочерью короля Карла Лысого и его жены, Ирментруды Орлеанской. Её братьями были Людовик Заика и Карл III. Дата рождения Юдифи неизвестна. Поскольку родители Юдифи заключили брак 14 декабря 842 года, и Юдифь была их старшим ребёнком, а следующий за ней ребёнок, Людовик, родился 1 ноября 846 года, то рождение Юдифи датируют 843—845 годами.

### Первый брак. Первая королева
В 855 году король Этельвульф совершил паломничество в Рим вместе со своим младшим сыном, Альфредом, которому было около шести лет. На обратном пути, в 856 году, он задержался при дворе Карла Лысого. Ещё в июле, по пути в Рим, Этельвульф договорился о браке с Юдифью, которой было около 14 или даже 12 лет, в то время как жениху — за пятьдесят. Это был дипломатический союз — оба короля страдали от нападений викингов, а для Этельвульфа брак имел дополнительное преимущество в виде союза с Каролингами. Свадебная церемония, по-королевски великолепная, состоялась 1 октября 856 года во дворце Вербери-сюр-Уаз. Гинкмару, архиепископу Реймскому, было поручено написать порядок службы для венчания и помазания Юдифи, которые происходили одновременно. Во время обряда невесте надели обручальное кольцо и вручили дары. Частью ритуала было возложение диадемы на её голову с благословением епископа. При коронации Юдифь была помазана миром. Этельвульф почтил её, назвав после церемонии королевой. Необычность этого шага заключалась в том, что присвоение титула королевы не было принято у западных саксов. По их обычаям (описанным хронистом Ассером как «извращённые и отвратительные»), жену короля Уэссекса нельзя было назвать королевой. Она не сидела на троне вместе со своим мужем, а называлась просто женой короля или госпожой. Однако все хронисты обращают внимание на то, что Карл настоял на короновании дочери.
Когда епископ Реймса Гинкмар благословил брак и возложил на её главу корону, он объявил её королевой, что ни у него, ни у его народа не было ранее в обычае.Бертинские анналы. 856 год
Юдифь, дочь короля Карла, не так давно сочеталась браком с Этельвульфом, королём Англии, приняв титул королевы и королевское посвящение.Флодоард
Юдифь в браке с Этельвульфом была первой коронованной королевой Уэссекса. Каролингские короли и королевы короновались и проходили обряд помазания с 751 года, и отец Юдифи, вероятно, думал, что коронация сделает её положение в Англии более надёжным.

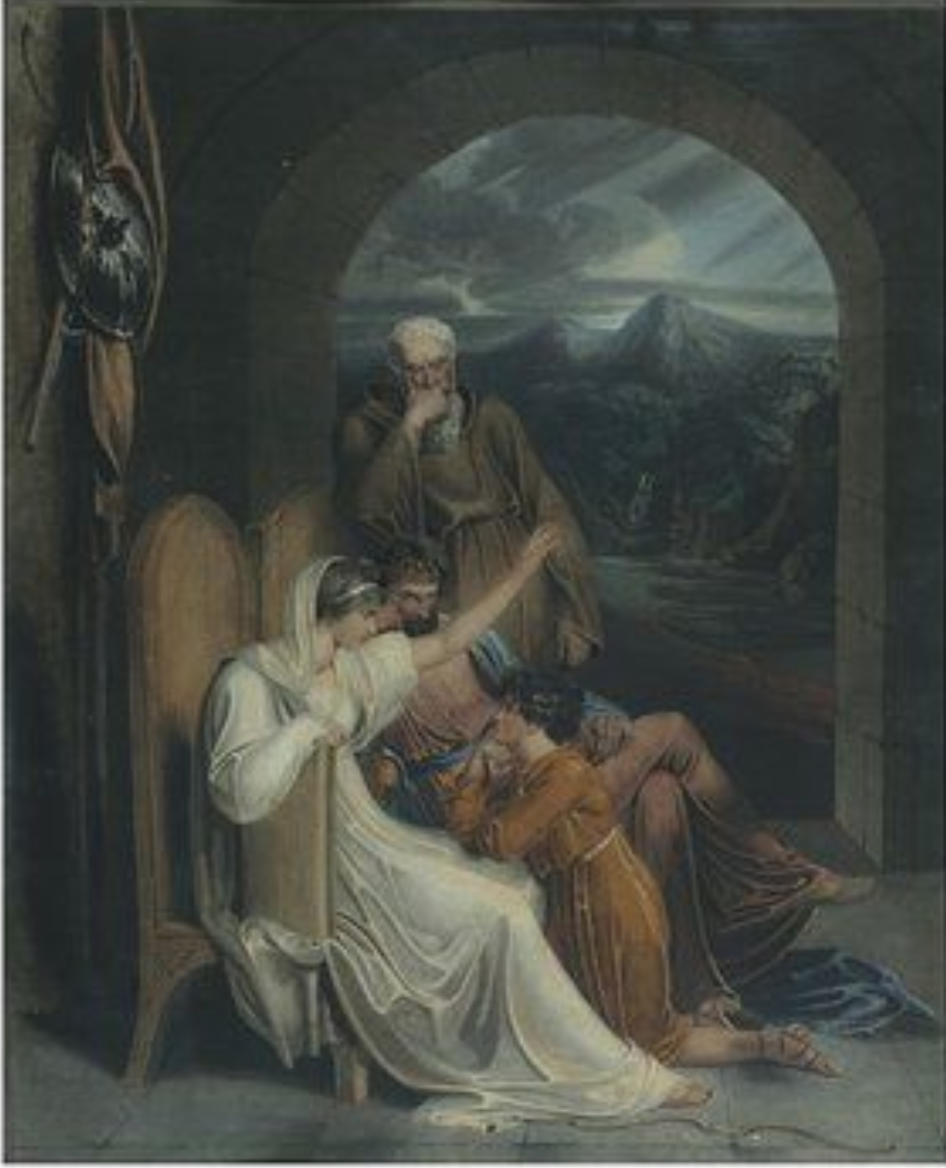
«Королева Юдифь декламирует Альфреду баллады о героических деяниях предков».
1801, Ричард Уэстолл
В запасниках Музея Виктории и Альберта

Похоже, что после Юдифи королев в Уэссексе не короновали более ста лет. Следующей стала Эльфрита, коронованная своим мужем, Эдгаром, в Бате в 973 году. С того времени королевы обычно короновались с мужьями, если они уже состояли в браке, или отдельно, если брак заключался правящим королём. С коронацией королевы получали официальный статус. Веками сущность церемонии — помазание и венчание, сопровождаемое торжественной церковной службой, — оставалась неизменной
После торжеств Этельвульф c Юдифью и Альфредом отправился в Англию. Но в Уэссексе возникли проблемы. Сын Этельвульфа, Этельбальд, вместе с Эальстаном, епископом Шерборнским, и Эанвульфом, элдорменом из Сомерсета, сговорился отобрать корону у Этельвульфа и лишить его права въезда в страну. Брак c Юдифью, возможно, сыграл определённую роль в этом заговоре. Вероятно, Этельбальд боялся, что новая молодая жена отца, правнучка Карла Великого, родит более высокорождённого наследника, чем сам Этельбальд. Кроме того, Этельбальд, а, возможно, и некоторые дворяне возмущались, что Юдифь была коронована и называлась королевой, что противоречило обычаям. Однако другие саксонские таны не соглашались сместить Этельвульфа, поскольку не хотели участвовать в беспорядках. Существует версия, что мятеж Этельбальда был спровоцирован не женитьбой. Согласно этой точке зрения сын Этельвульфа восстал против отца не из-за женитьбы, а до неё. Этельвульф знал об этом, задержался при дворе Карла и женился на дочери Карла именно поэтому. Брак с дочерью Карла был призван продемонстрировать подданным, что Этельвульф имеет сильных сторонников за границей. В итоге отец и сын договорились о компромиссе, в соответствии с которым Этельвульф получил восточные районы королевства, а Этельбальд — западные. Неизвестно, означало ли это, что Этельвульф взял Кент, а Этельбальд Уэссекс, или даже был разделён сам Уэссекс.
У Юдифи не было детей от Этельвульфа, который умер 13 января 858 года.

### Второй брак
Эдилвульф, король западных саксов, скончался. Его вдову, королеву Юдифь, взял в жены его сын ЭдельбольдБертинские анналы
После смерти Этельвульфа новый король, Этельбальд, женился на Юдифи. Соглашаясь на этот брак, она, возможно, пыталась избежать обычной участи принцесс — монастыря. Этельбальду же этот брак придавал вес за счёт принадлежности Юдифи к роду Каролингов. Брак позволил ему поднять свой статус, поставить себя выше своих братьев и воцариться во владениях своего отца. Имя Юдифи появляется в нескольких хартиях времён правления Этельбальда. Это подтверждает её исключительный статус королевы. Её личный престиж объясняет, почему после смерти Этельвульфа её пасынок, Этельбальд, по описанию Ассера, «против запрета Божьего и христианского достоинства, а также вопреки практике всех язычников, взошёл на брачную кровать своего отца и женился на Юдифи, дочери Карла, короля франков; к стыду всех, кто слышал об этом». Дополнительный комментарий Ассера о «великом позоре» не был отражён во франкской записи о событии. Утверждение Ассера, что брак противоречит даже языческой практике, опровергается сообщением Беды Достопочтенного о женитьбе Эдбальда из Кента на вдове своего отца в 616 году. Тогда Августин из Кентербери обращался к папе Григорию с вопросом о законности этого брака с мачехой. Как видим, аналогичные случаи происходили и ранее. Очевидно, королева-вдова считалась в каком-то смысле воплощением прав своего покойного мужа, и женитьба на ней позволяла претендовать на королевство. Юдифь оставалась бездетной вдовой, когда Этельбальд умер в 860 году после двух с половиной лет правления.

### Третий брак

#### Побег с Бодуэном

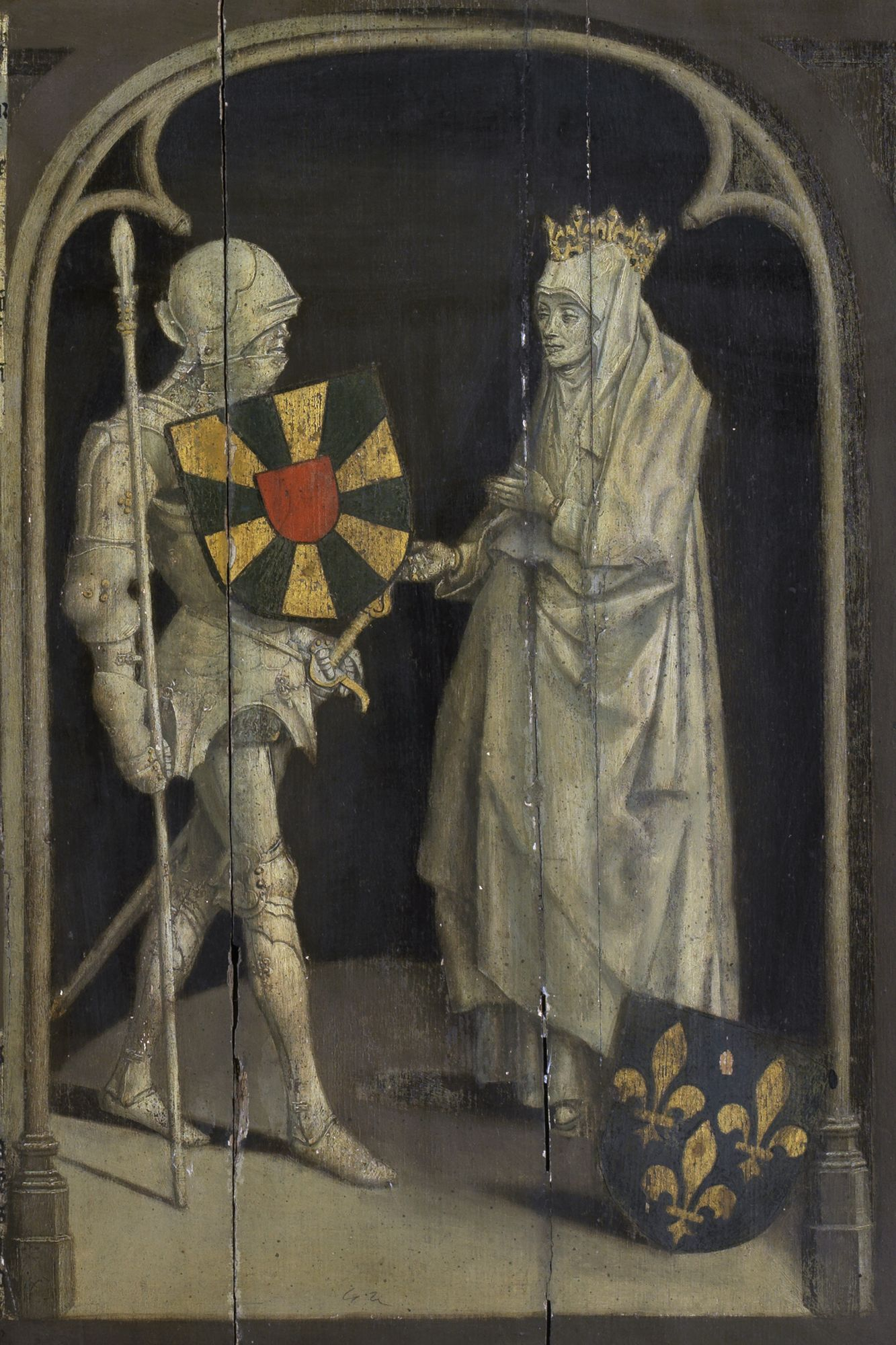
Встреча Бодуэна и Юдифи.
Большая семинария Брюгге

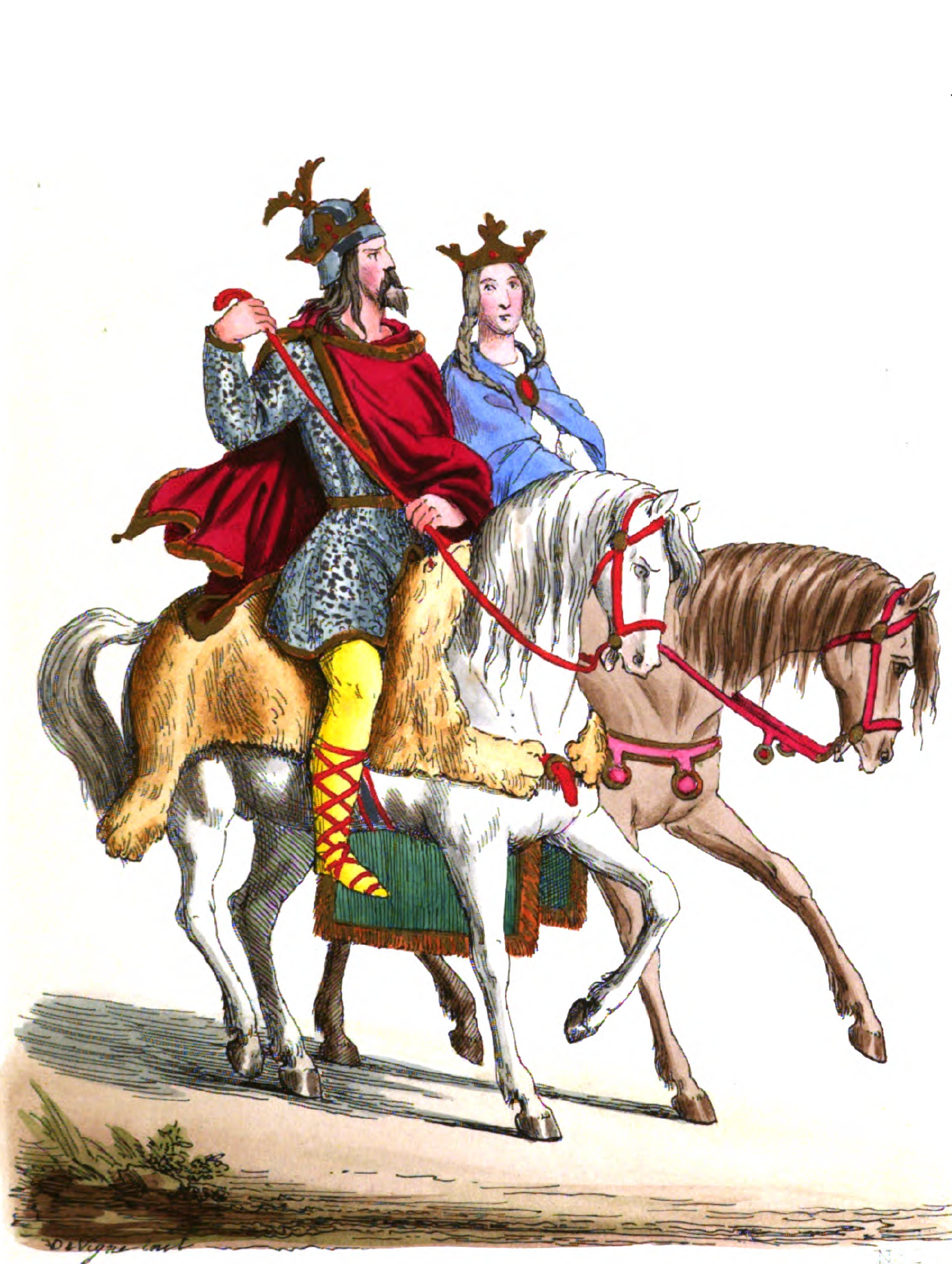
Бодуэн и Юдифь.
Album du Cortége des Comtes de Flandre, p.63

Смерть Этельбальда в 860 году не оставила Юдифи будущего в Уэссексе. Ей было не больше семнадцати лет, и она всё ещё была бездетна. «Продав имущество, которое она приобрела», она вернулась к отцу. Согласно «Бертинским анналам» и Флодоарду, отец поселил её в «Сильванекте с должным для королевы почётом под отцовской и королевской, а также епископской опекой, доколь, если не сможет сдержать себя, согласно повелению апостола не будет сочетаться законным и достойным браком».
Предположительно Карл собирался устроить ещё один брак для своей дочери. Некоторые историки утверждали, что ни первый, ни второй брак не были консуммированы. Также существуют утверждения, более похожие на легенду, что будущий граф Фландрии, Бодуэн, заинтересовался дочерью Карла ещё до её первого брака. Но, вероятнее всего, Бодуэн познакомился с Юдифью в 861 году, когда посетил аббатство. Британская энциклопедия утверждает, что Бодуэн полюбил дочь Карла. Около Рождества 861 года (или в начале 862) Юдифь то ли сбежала с Бодуэном, то ли была им похищена. Согласно сообщениям хроник, Юдифь не возражала, чтобы её похитили. В хрониках она изображена не как пассивная жертва похищения, а как активный участник, действующий совместно с Бодуэном и, по-видимому, с согласия её брата, Людовика Заики. «Бертинские анналы» в записях за 862 год сообщают, что она «последовала, переменив свой образ жизни, за графом Бодуэном, когда он и сам домогался её, и этому способствовал её брат Людовик». Сообщение Флодоарда аналогично: Юдифь «последовала за графом Бодуэном при содействии и с согласия своего брата Людовика». Пара укрылась в монастыре в Санлисе, где, возможно, состоялось венчание.

#### Гнев Карла. Отлучение
Карл Лысый был разгневан. Он немедленно организовал поисковые партии, чтобы привезти Юдифь домой и захватить Бодуэна. Хронист Флодоард упоминал о послании архиепископа Гинкмара к Хунгеру Утрехтскому. В этом послании Гинкмар сообщал Хунгеру об отлучении от церкви Бодуэна за то, что он похитил Юдифь и женился на ней.
Согласно хроникам, в 862 году Карл держал совет с епископами и вельможами своего королевства. По словам Гинкмара, король велел епископам (у Флодоарда — попросил) вынести Бодуэну и Юдифи канонический приговор, согласно указам блаженного Григория: «если кто возьмет в жены, похитив, вдову, пусть будет подвергнут анафеме он сам, а также те, которые способствовали этому». Наказан был и Людовик: у него было отобрано аббатство св. Мартина.
По-видимому, Бодуэн и Юдифь искали убежище у викинга Рёрика, правителя Фризии. Во всяком случае, такую возможность не исключали их преследователи. Известно, что королевская дочь с Бодуэном отправились ко двору двоюродного брата Юдифи, Лотаря II Лотарингского, а затем — к папе Николаю I, чтобы просить о своём деле.

#### Примирение. Графство Фландрия

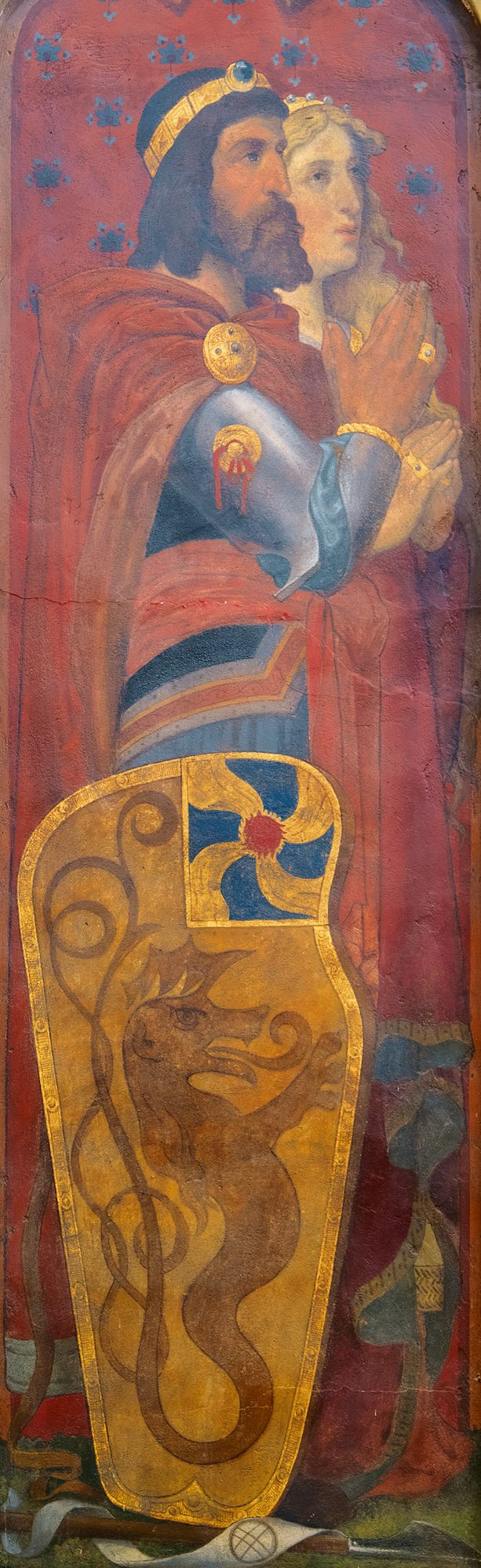
Бодуэн и Юдифь. XV век,
Гравенкапелла (Кортрейк)

Бежав в Рим, Бодуэн и Юдифь попытались договориться с папой Николаем I и попросили его выступить в их защиту в конфликте с Карлом. Папа прислушался к их аргументам и отправил к королю Карлу для переговоров своих легатов: епископа Порто Родоальда и епископа Червии Иоанна. По повелению папы епископы легаты просили Карла признать брак законным и принять пару: «сообща, насколько смогли, заступились за названную Юдифь перед её отцом и матерью». Но короля Карла и Гинкмара было нелегко убедить. В конце концов, в письме от 23 ноября 862 года Карлу Лысому папа высказывал опасения, что Бодуэн после отлучения от церкви может удалиться к «ютскому князю Рёрику». Рёрик считался ненадёжным. Он уже воевал против Карла Лысого на стороне его брата, Лотаря I. После заключения Верденского договора Лотарь попытался избавиться от опасного помощника и заключил Рёрика в тюрьму, обвинив в измене. Рёрик бежал и стал промышлять набегами на Средне-Франкское королевство. Не в силах справиться с викингом, Лотарь отдал ему Фризию на условиях защиты от остальных норманнов. По словам Флодоарда, в 863 году «Хингмар, архиепископ Реймса, напомнил Хунгеру, что норманн Рёрик может помочь Бодуэну, похитившему красавицу Юдифь». Согласно позднему хронисту Альберту Стадскому, опасаясь, Хунгер обратился к Рёрику Ютландскому, призывая его не оказывать никакой поддержки Бодуэну.

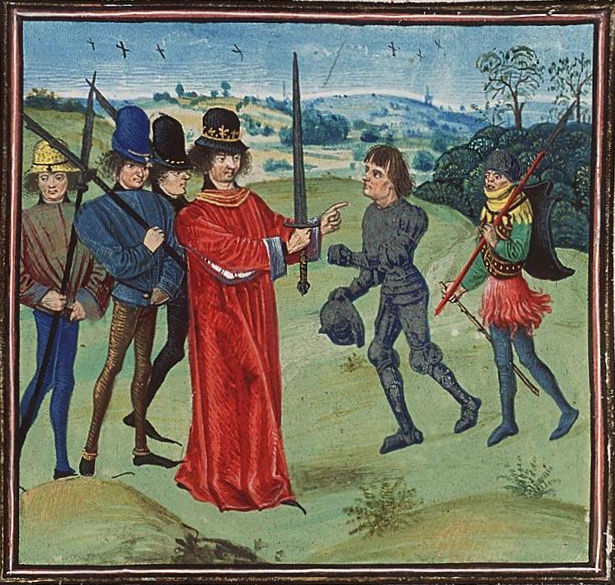
Карл Лысый учреждает титул графа Фландрии для Бодуэна.
The Hague, MMW, 10 A 21, fol.141r
Королевская библиотека Нидерландов

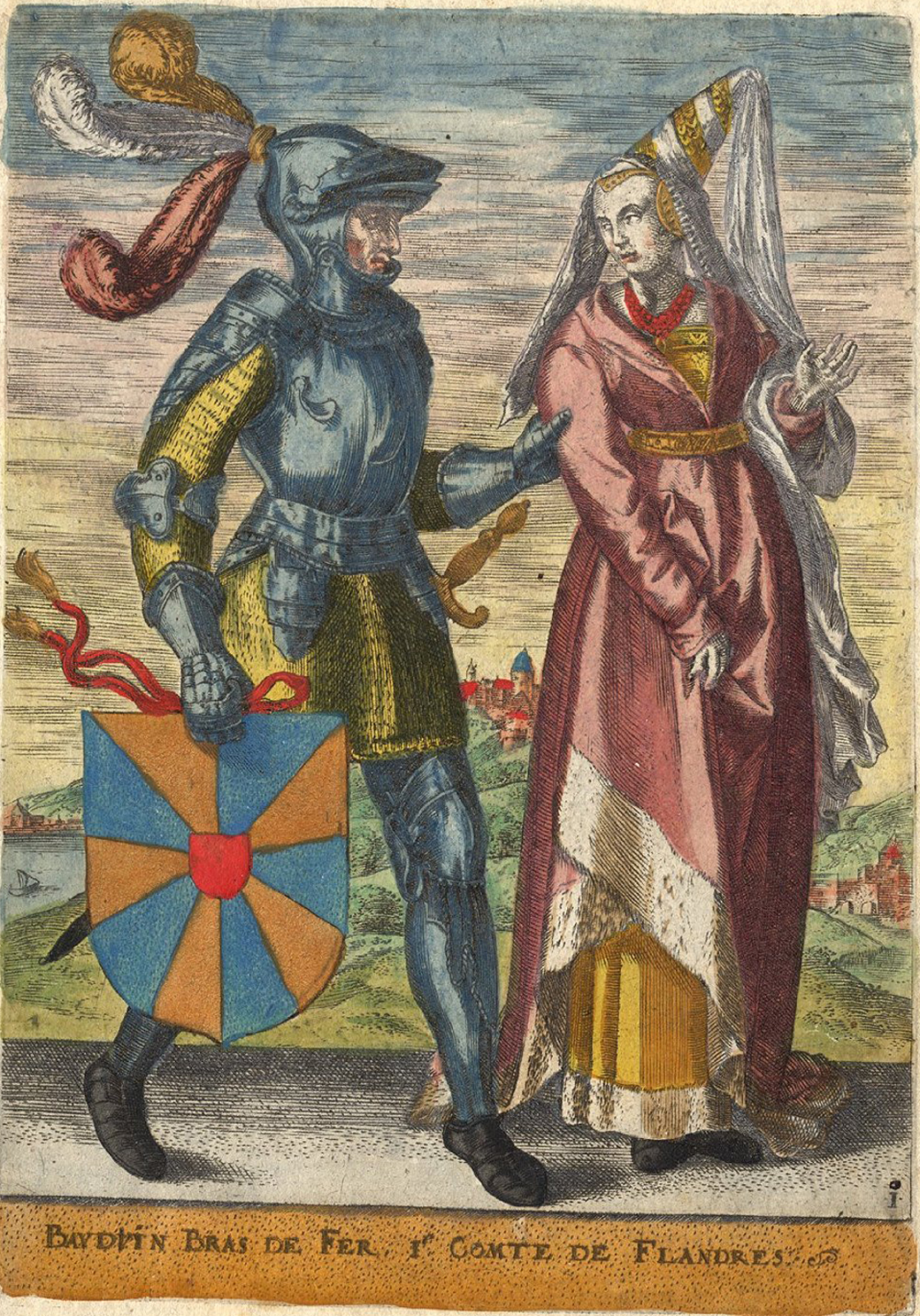
Юдифь и Бодуэн.
Антониус Сандерус
Flandria Illustrata, p.27

Карл ничего не мог сделать, поэтому в конце концов неохотно простил пару и позволил Юдифи и Бодуэну сочетаться браком. Они вернулись во Францию и обвенчались 13 декабря 862 года в Осере. Карл не пожелал присутствовать (согласно Анналам Гинкмара это произошло в 863 году). Он создал титул граф Фландрии для Бодуэна, дал ему аббатство св. Петра в Генте и графства Фландрию и Ваасленд. Некоторые ученые предположили, что Карл надеялся на смерть Бодуэна, выделив ему землю прямо к югу от реки Шельда. Это область была известна как Фландрская Марка, хотя она была меньше, чем Фландрское графство в эпоху высокого средневековья. Эта земля была буфером при нападениях норманнов на королевство Карла. Регион часто подвергался атакам викингов. Бодуэну удалось отбросить их назад, чем, предположительно, он заработал у современников прозвище «Железный», которое последующие поколения заменили на прозвище «Железная Рука». Бодуэн даже сумел расширить свою территорию и стал верным сторонником короля Карла. Его владения стали известны как графство Фландрия, одно из самых могущественных во Франции.
Во Фландрии Бодуэн выбрал для местожительства маленький остров, образованный при слиянии рек Ботербеке и Ройя. Там с ранних времен стоял укреплённый лагерь, построенный, возможно, викингами и окружённый небольшим количеством избушек. Викинги дали этому месту название «Брюггиа» (Bryghia — причал, место погрузки кораблей, brugge — плацдарм). Недалеко от слияния рек находилось небольшое древнее святилище, постройка которого приписывалась святому Аманду. Выше по течению Ботербеке стояла церквушка побольше. Говорили, что её построил св. Элигий. Лагерь давно пришёл в упадок, и Бодуэн построил новый укреплённый замок — Бург — с резиденцией, часовней, домами для свиты и собором св. Донатиана, куда были помещены мощи этого святого. Резиденция Бодуэна и Юдифи стояла на месте, которое теперь занимают Дворец юстиции и ратуша, а собор располагался на северной стороне Бурга. Бург был обнесен высокой стеной с четырьмя воротами, укреплёнными поднимающимися решетками и подъёмными мостами. Остатки построек времён Юдифи в Брюгге остались, возможно, в Часовне крещения за криптой св. Василия, и в этом случае их можно отождествить с часовней Аманда. Был в Бурге и монетный двор.
Дата смерти Юдифи точно неизвестна. Считается, что это произошло не ранее 870 года. Между 893 и 899 годами её сын от графа Бодуэна, носивший то же имя, женился на Эльфтрите, дочери уэссекского короля Альфреда. Если Юдифь была жива, она, вероятно, помогала в переговорах.
Бодуэн I умер в 879 году и был похоронен в аббатстве Сен-Бертен.

## Память
Поведение Юдифи называли скандальным (брак с пасынком, побег с Бодуэном) и нарушающим церковные запреты. Но в середине X века Юдифь описывалась составителями генеалогии графов Фландрии как «самая мудрая и красивая», принёсшая кровь Каролингов в династию графов, в то время как скандальные истории были забыты.
Ассер сообщил, что выразил удивление Альфреду Великому в связи с отсутствием у жён королей западных саксов положенного им статуса. В ответ Альфред изложил историю Эдбурхи, дочери Оффы Мерсийского, чтобы объяснить, почему у западных саксов не было королев. Эдбурха была женой и королевой короля Беортрика. Вызывающее поведение Эдбурхи завершилось предполагаемым отравлением ею мужа и последующим побегом ко двору Карла Великого в поисках защиты. Несомненно, её история была приукрашена, а вина преувеличена в интересах более поздней пропаганды в Уэссексе против Мерсии, против Беортрика и для обоснования ограниченной роли королевских жен. Помазание (коронация) Юдифи позволило восстановить статус королев и улучшить положение жён королей западных саксов.

## Дети
Юдифь родила несколько детей, из которых выжило двое сыновей.
- Бодуэн II (865/867 — 10 сентября 918). Второй граф Фландрии. Был женат на дочери Альфреда Великого.
- Рауль (Родульф) (867/870 — 17 июня 896). Граф Камбре (888). Погиб в битве с Гербертом I Вермандуа в 896 году.

### Приписываемые дети
- Карл (864/865), умер молодым[26].
- Дочь, замужем за Вифредом I Барселонским. Согласно Вейр, её имя было Гунхильд. Вейр не приводит источника данных[27].